# Houston Open 1984 - Doppio
Il doppio del torneo di tennis Houston Open 1984, facente parte della categoria World Championship Tennis e del Grand Prix, ha avuto come vincitori Pat Cash e Paul McNamee che hanno battuto in finale David Dowlen e Nduka Odizor con il punteggio di 7–5, 4–6, 6–3.

## Teste di serie
1. Bernie Mitton /  Butch Walts (primo turno)
2. Pat Cash /  Paul McNamee (Campioni)

## Tabellone

### Legenda
| - Q = Qualificato - WC = Wild card - LL = Lucky loser | - ALT = Alternate - SE = Special Exempt - PR = Protected Ranking | - w/o = Walkover - r = Ritirato - d = Squalificato |

|  | Quarti di finale               | Quarti di finale               | Quarti di finale               | Quarti di finale | Quarti di finale |  |  | Semifinali                     | Semifinali                     | Semifinali                | Semifinali            | Semifinali |   |   | Finale                    | Finale                    | Finale | Finale | Finale |  |
|  |                                |                                |                                |                  |                  |  |  |                                |                                |                           |                       |            |   |   |                           |                           |        |        |        |  |
|  |                                | Mike Leach David Pate          | Mike Leach David Pate          | 6                | 7                |  |  |                                |                                |                           |                       |            |   |   |                           |                           |        |        |        |  |
|  | 1                              | Bernie Mitton Butch Walts      | Bernie Mitton Butch Walts      | 4                | 6                |  |  | Mike Leach David Pate          | Mike Leach David Pate          | Mike Leach David Pate     | 4                     | 6          |   |   |                           |                           |        |        |        |  |
|  | David Dowlen Nduka Odizor      | David Dowlen Nduka Odizor      | David Dowlen Nduka Odizor      | 6                | 7                |  |  | David Dowlen Nduka Odizor      | David Dowlen Nduka Odizor      | David Dowlen Nduka Odizor | 6                     | 7          |   |   |                           |                           |        |        |        |  |
|  | Jimmy Arias Ron Hightower      | Jimmy Arias Ron Hightower      | Jimmy Arias Ron Hightower      | 4                | 6                |  |  |                                |                                |                           |                       |            |   |   | David Dowlen Nduka Odizor | David Dowlen Nduka Odizor | 5      | 6      | 3      |  |
|  | Tony Giammalva Sammy Giammalva | Tony Giammalva Sammy Giammalva | Tony Giammalva Sammy Giammalva | 6                | 7                |  |  |                                |                                | Pat Cash Paul McNamee     | Pat Cash Paul McNamee | 7          | 4 | 6 |                           |                           |        |        |        |  |
|  | Tracy Delatte Mark Dickson     | Tracy Delatte Mark Dickson     | Tracy Delatte Mark Dickson     | 3                | 5                |  |  | Tony Giammalva Sammy Giammalva | Tony Giammalva Sammy Giammalva | 7                         | 5                     | 1          |   |   |                           |                           |        |        |        |  |
|  | 2                              | Pat Cash Paul McNamee          | 2                              | 7                | 6                |  |  | Pat Cash Paul McNamee          | Pat Cash Paul McNamee          | 6                         | 7                     | 6          |   |   |                           |                           |        |        |        |  |
|  |                                | Anand Amritraj Vijay Amritraj  | 6                              | 6                | 0                |  |  |                                |                                |                           |                       |            |   |   |                           |                           |        |        |        |  |